# Léchelle (Sena i Marne)
Léchelle és un municipi francès, situat al departament de Sena i Marne i a la regió de Illa de França. L'any 2007 tenia 533 habitants.
Forma part del cantó de Provins, del districte de Provins i de la Comunitat de comunes del Provinois.

## Demografia

### Població
El 2007 la població de fet de Léchelle era de 533 persones. Hi havia 197 famílies, de les quals 44 eren unipersonals (24 homes vivint sols i 20 dones vivint soles), 56 parelles sense fills, 89 parelles amb fills i 8 famílies monoparentals amb fills.
La població ha evolucionat segons el següent gràfic:
Habitants censats

### Habitatges
El 2007 hi havia 226 habitatges, 199 eren l'habitatge principal de la família, 18 eren segones residències i 9 estaven desocupats. Tots els 226 habitatges eren cases. Dels 199 habitatges principals, 170 estaven ocupats pels seus propietaris, 23 estaven llogats i ocupats pels llogaters i 6 estaven cedits a títol gratuït; 1 tenia dues cambres, 24 en tenien tres, 57 en tenien quatre i 117 en tenien cinc o més. 167 habitatges disposaven pel capbaix d'una plaça de pàrquing. A 93 habitatges hi havia un automòbil i a 99 n'hi havia dos o més.

### Piràmide de població
La piràmide de població per edats i sexe el 2009 era:
| Homes | Edats   | Dones |
| ----- | ------- | ----- |
| 0     | 95 o +  | 0     |
| 0     | 90 a 94 | 0     |
| 4     | 85 a 89 | 4     |
| 4     | 80 a 84 | 4     |
| 12    | 75 a 79 | 12    |
| 0     | 70 a 74 | 12    |
| 4     | 65 a 69 | 8     |
| 8     | 60 a 64 | 16    |
| 20    | 55 a 59 | 8     |
| 12    | 50 a 54 | 12    |
| 24    | 45 a 49 | 20    |
| 24    | 40 a 44 | 40    |
| 28    | 35 a 39 | 16    |
| 16    | 30 a 34 | 20    |
| 20    | 25 a 29 | 12    |
| 16    | 20 a 24 | 4     |
| 36    | 15 a 19 | 8     |
| 20    | 10 a 14 | 24    |
| 12    | 5 a 9   | 8     |
| 12    | 0 a 4   | 8     |

## Economia
El 2007 la població en edat de treballar era de 350 persones, 254 eren actives i 96 eren inactives. De les 254 persones actives 236 estaven ocupades (129 homes i 107 dones) i 18 estaven aturades (8 homes i 10 dones). De les 96 persones inactives 31 estaven jubilades, 35 estaven estudiant i 30 estaven classificades com a «altres inactius».

### Ingressos
El 2009 a Léchelle hi havia 193 unitats fiscals que integraven 543 persones, la mediana anual d'ingressos fiscals per persona era de 20.074 €.

### Activitats econòmiques
Dels 12 establiments que hi havia el 2007, 2 eren d'empreses de fabricació d'altres productes industrials, 2 d'empreses de construcció, 1 d'una empresa de comerç i reparació d'automòbils, 1 d'una empresa d'informació i comunicació, 3 d'empreses de serveis i 3 d'empreses classificades com a «altres activitats de serveis».
Dels 4 establiments de servei als particulars que hi havia el 2009, 2 eren tallers de reparació d'automòbils i de material agrícola, 1 fusteria i 1 lampisteria.
L'any 2000 a Léchelle hi havia 10 explotacions agrícoles.

## Equipaments sanitaris i escolars
El 2009 hi havia una escola elemental integrada dins d'un grup escolar amb les comunes properes formant una escola dispersa.

## Poblacions més properes
El següent diagrama mostra les poblacions més properes.